# SN 2006qk
SN 2006qk – supernowa typu Ic odkryta 22 listopada 2006 roku w galaktyce A222532+0009. W momencie odkrycia miała maksymalną jasność 21,40m.